# Gewässerkennzahl (Finnland)
Die Gewässerkennziffer (GKZ) ist ein Identifikator, mit dem in Finnland alle Gewässer nummeriert werden.
Es gibt in Finnland 74 große Einzugsgebiete mit einer Größe von mindestens 200 km². Diese sind von 1 bis 74 durchnummeriert, beginnend mit den Flusssystemen im Südosten, die in den Ladogasee fließen, und weiterlaufend im Uhrzeigersinn. Kleinere Einzugsgebiete, die an der Küste zwischen den größeren Flusssystemen gelegen sind oder sich entlang der finnischen Landesgrenze erstrecken, sind mit 81 bis 86 durchnummeriert. Weitere Einzugsgebiete in Meeresgebieten sind mit 91 bis 99 durchnummeriert. Die Haupteinzugsgebiete bzw. -flusssysteme sind ebenfalls entsprechend unterteilt.